# الرضعة (جبل)
سلسلة جبال الرَّضعة (بفتح الراء المهملة وسكون الضاد المعجمة، بعدها عين مهملة مفتوحة، فتاء مربوطة) هي سلسلة جبال تقع في تهامة في ديار قبيلة بلقرن غرب وادي دلوة وجنوب سلسلة جبال القوس في محافظة العرضيات في منطقة مكة المكرمة في المملكة العربية السعودية. على السفوح الشرقية للجبل تقع قرية الرضعة التابعة لعمارة من بلقرن وهي آخر حدودها في الجنوب الشرقي.